# П'яцца-дель-Пополо
П'яцца-дель-Пополо (італ. Piazza del Popolo — «народна площа» — назва походить від церкви Санта-Марія-дель-Пополо) — площа в Римі, від якої променями розходяться на південь вулиці Корсо (веде на п'яцца Венеція), Бабуїн (на п'яцца-ді-Спанья) і Ріпетта (на мавзолей Августа).

## Опис
Кути між вулицями займають досить схожі за своїм виглядом церкви пропілени Санта Марія деї Міраколі (1681) і Санта Марія ін Монтесанто (1679). На північ (у бік Ріміні) йде стародавня Фламінієва дорога, по якій протягом століть прибувала в Рим основна маса подорожніх. У своєму нинішньому вигляді пьяцца дель Пополо розробив у 1811-22 рр. архітектор Джузеппе Валадьє. Він з'єднав площу Наполеона сходами зі схилом пагорба Пінціо, на якому простягаються сади вілли Боргезе. Посередині площі височіє 36-метровий єгипетський обеліск, написи на якому вихваляють діяння фараона Рамзеса II. Цей обеліск був перенесений з Геліополя в Рим з примхи Октавіана Августа в 10 до н. е. Протягом століть він стояв у Великому цирку, а до північних воріт Риму був перенесений за вказівкою папи Сикста V у 1589. Крім обеліска, площу прикрашають три фонтани. Історично (до 1826) площа була місцем публічних страт. Наразі площа закрита для автомобільного руху.

## Галерея

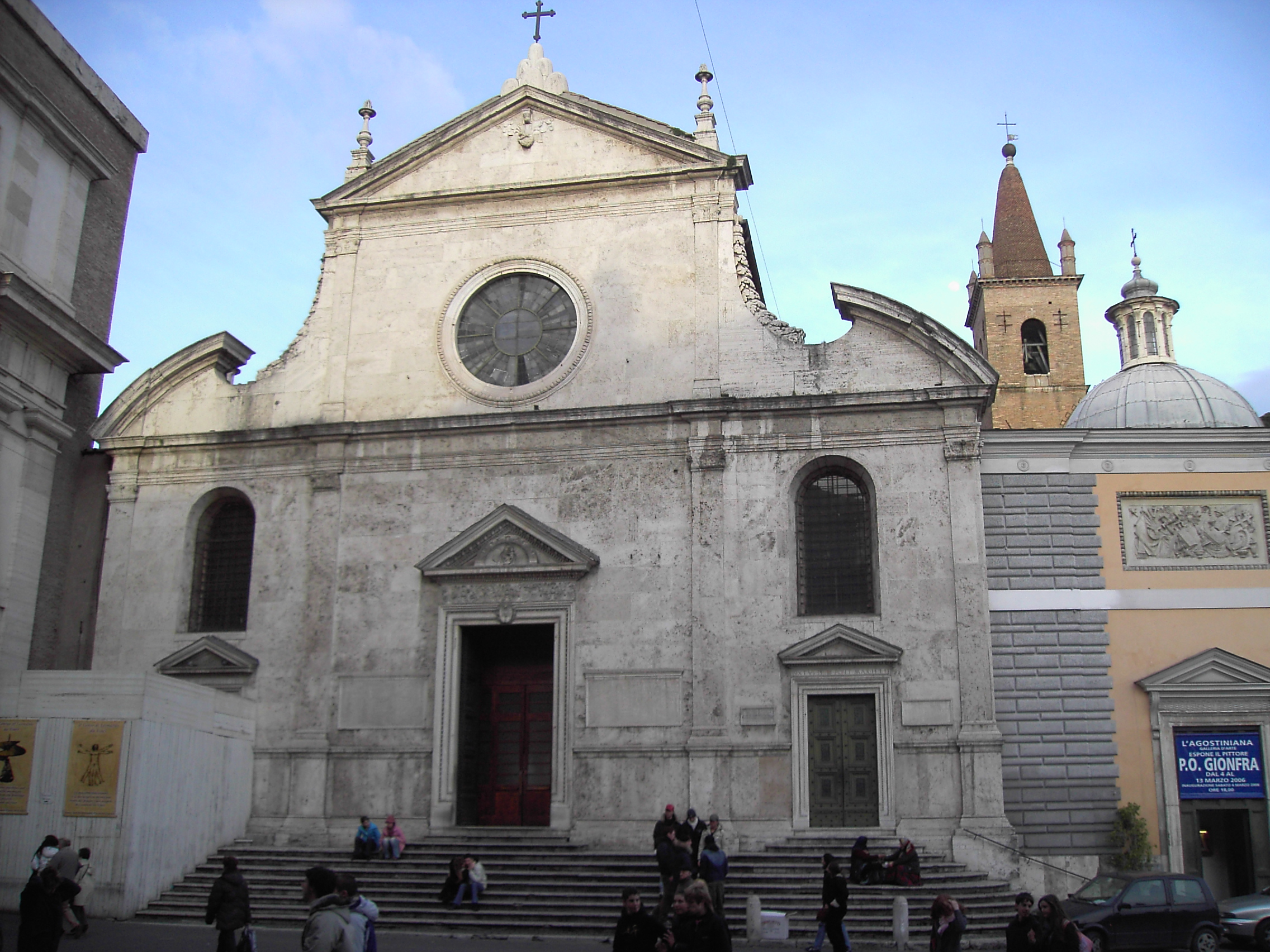
П'яцца дель Пополо (вигляд на північ:церкви Санта Марія дель Пополо)
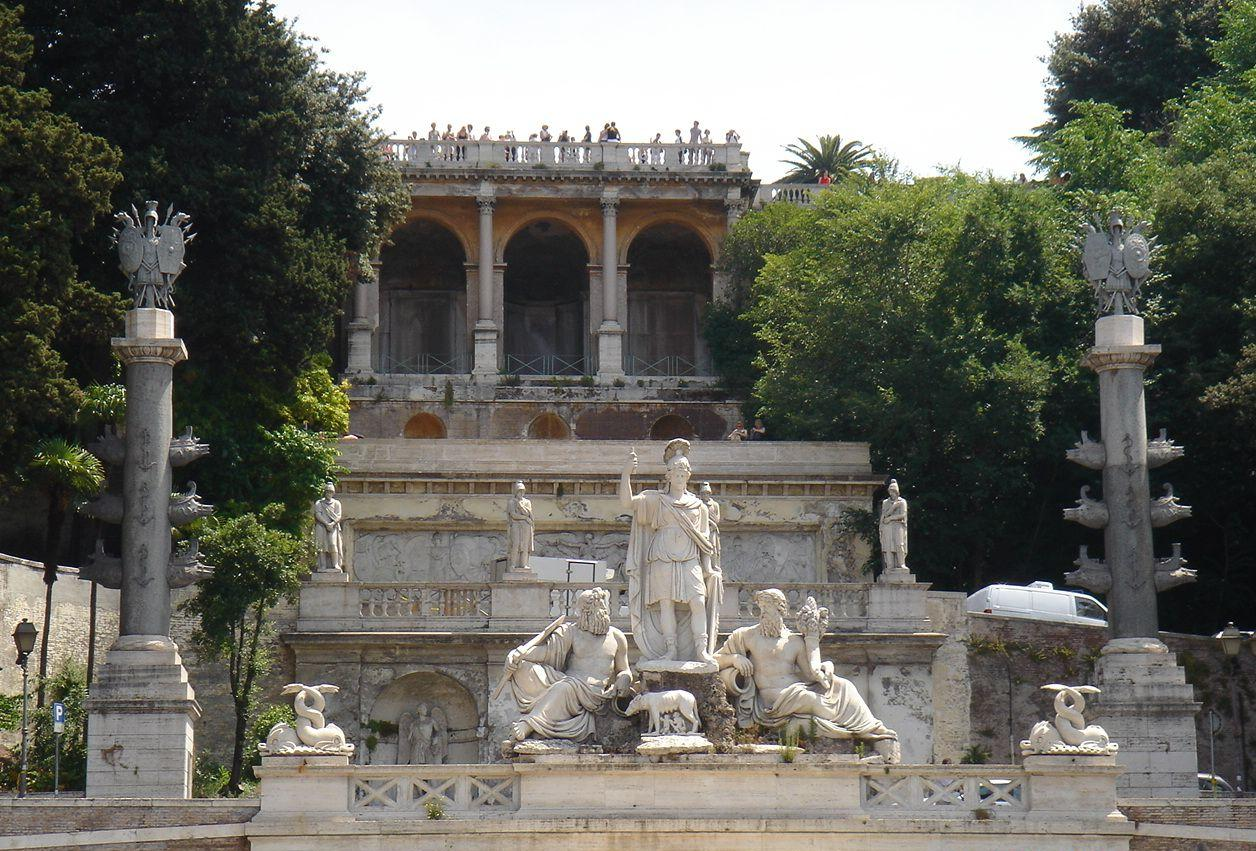
П'яцца дель Пополо (вигляд на схід)
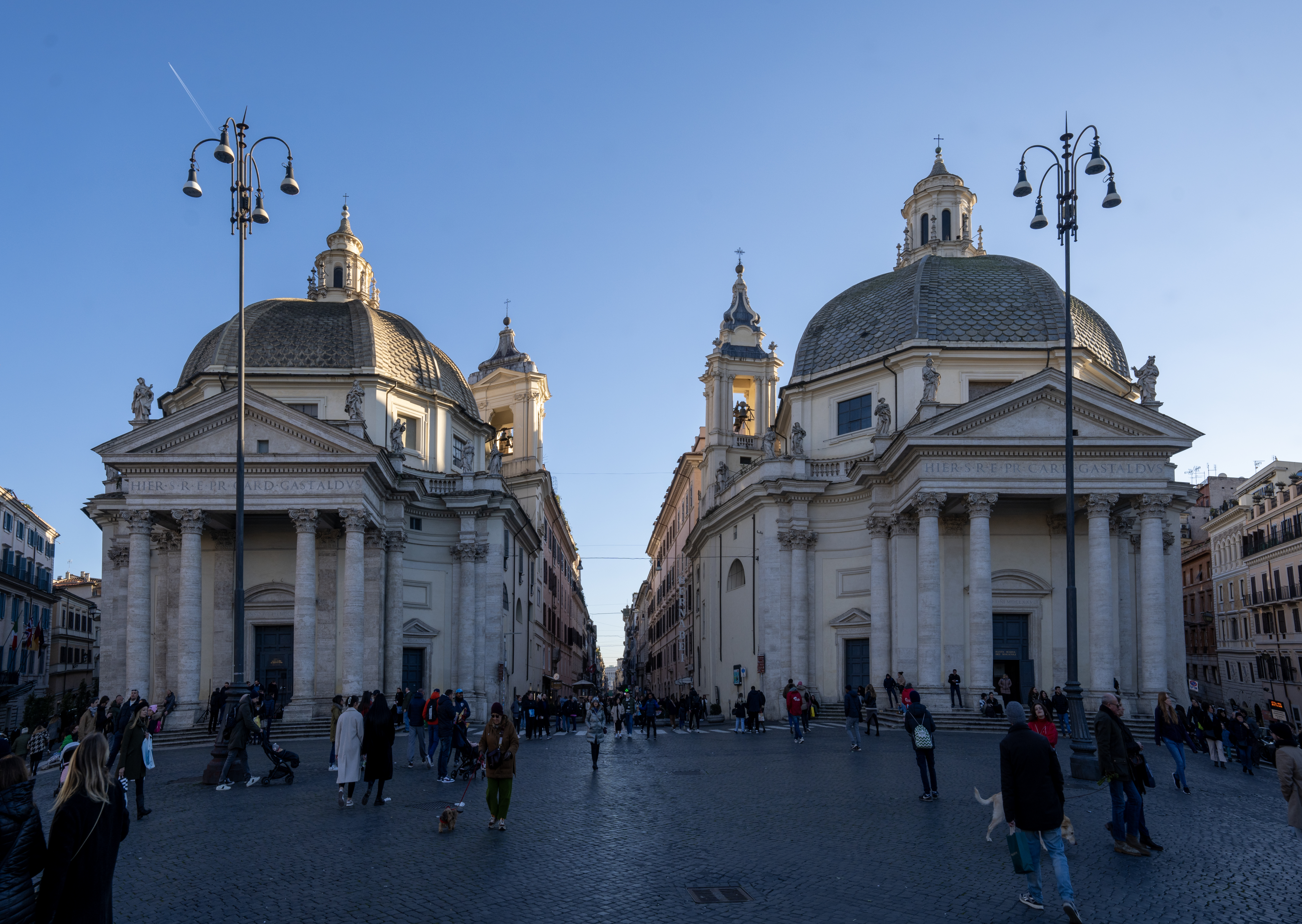
П'яцца дель Пополо (вигляд на південь:церкви Санта Марія деї Міраколі  і Санта Марія ін Монтесанто)
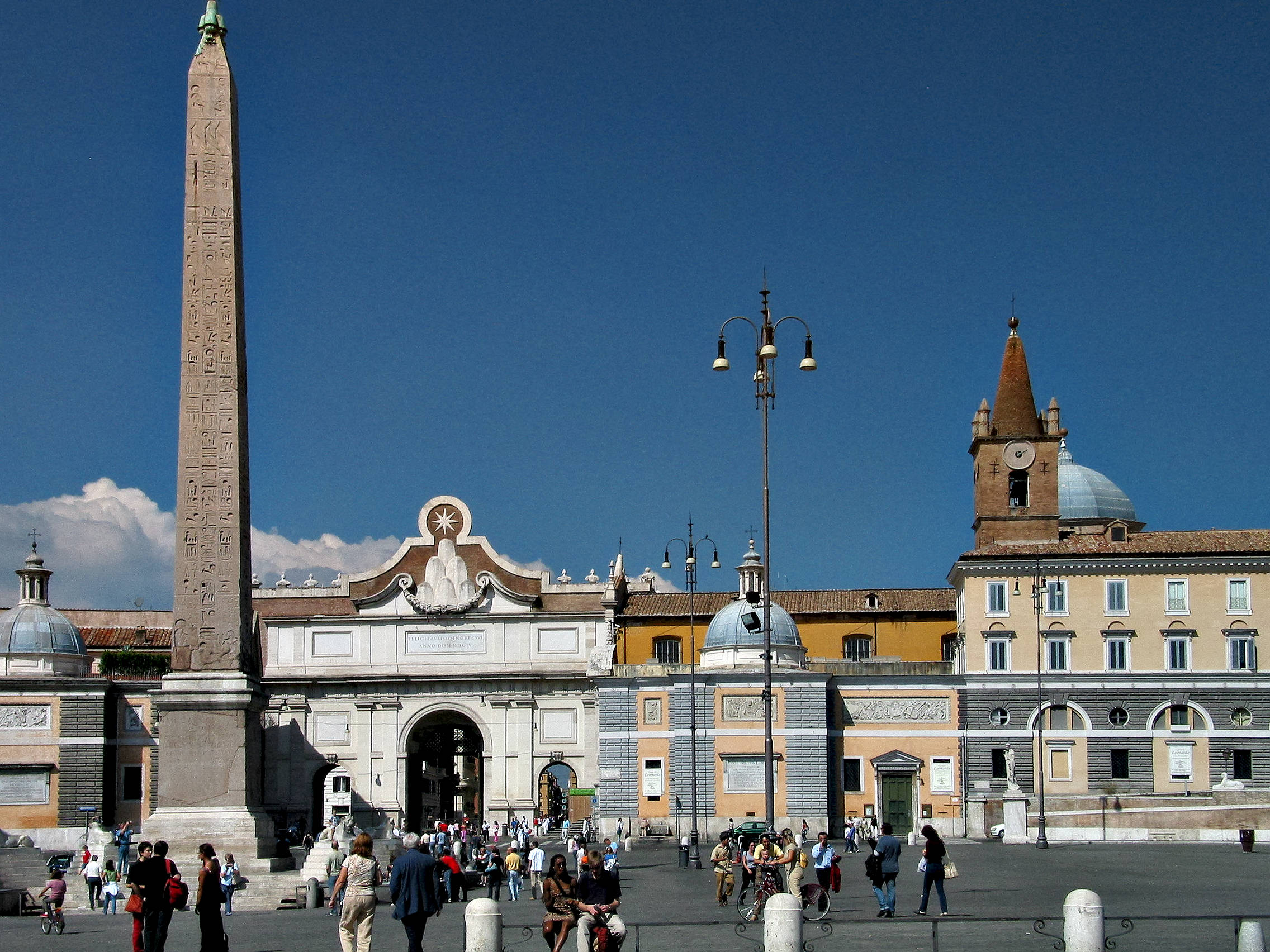